# Centomila/Io ci sarò
Centomila/Io ci sarò è un singolo della cantautrice italiana Gianna Nannini, inviato alle radio il 21 agosto 1998.
Nelle prime settimane il brano Centomila è stato tra i più passati in radio.

## Tracce
1. Centomila (radio version) – 3:59
2. Io ci sarò – 5:08
3. Radio Baccano (feat. Jovanotti) – 4:52